# Eucalyptus guilfoylei
Eucalyptus guilfoylei is een groenblijvende boom uit de mirtefamilie (Myrtaceae). De soort komt van nature voor in het zuidwesten van West-Australië. Hij wordt tot 36 meter hoog. In Australië wordt de boom doorgaans de 'yellow tingle' genoemd.

## Kenmerken
Eucalyptus guilfoylei wordt tot 36 meter hoog.
De schors is grijsbruin, grof vezelachtig en vasthoudend.
De jonge blaadjes groeien tegenoverstaand in verschillende paren. Ze zijn 5-9 × 2,5-3 cm groot, eivormig, homogeen bleekgroen, dun en hangen aan korte stengels. De volwassen bladeren groeien verspreid. Ze zijn tot 11 × 2-3 cm groot, lancetvormig, donkerder aan de bovenkant en hangen aan een stengel. De nervatuur is matig opvallend. De zijnerven liggen in een hoek van 60° à 80° tot de middennerf.
De boom bloeit van december tot januari. De knoppen zijn 9 × 6 mm groot op stengels. De bloem staat op een okselstandige, ietwat kantige en 10 tot 20 mm lange stengel. Ze bestaat uit een vier tot achtbloemig scherm. Het operculum is halfrond tot uiterst kegelvormig en even lang als de peervormige bloembodem.
De vrucht is 10 × 11 mm groot op een korte stengel. Ze is eirond of bol- tot peervormig.
Het hout is geel, hard en duurzaam.

## Habitat
De boom groeit van nature in het zuidwesten van West-Australië. Hij groeit diepe rode leemgrond.

## Taxonomie
De boom werd voor het eerst beschreven door Joseph Henry Maiden in 1911. De boom werd vernoemd naar William Robert Guilfoyle (?1840–1912), directeur van de Melbourne Botanical Gardens van 1873 tot 1909.
Eucalyptus guilfoylei (yellow tingle) wordt samen met Eucalyptus jacksonii (red tingle) en Eucalyptus brevistylis (Rate's tingle) tot de tinglebomen gerekend. De term 'tingle' is van afkomst vermoedelijk Aborigines.
... · 
E. brevistylis · 
E. camaldulensis · 
E. diversicolor (Karri) · 
E. erythrocorys · 
E. eudesmioides · 
E. globulus (Blauwe gomboom) · 
E. gomphocephala · 
E. guilfoylei · 
E. gunnii (Cidergomboom) · 
E. jacksonii · 
E. loxophleba · 
E. marginata (Jarrah) · 
E. rudis · 
E. viminalis (Suikereucalyptus) · 
E. wandoo (Wandoo) · 
...